# エメラルド・タブレット

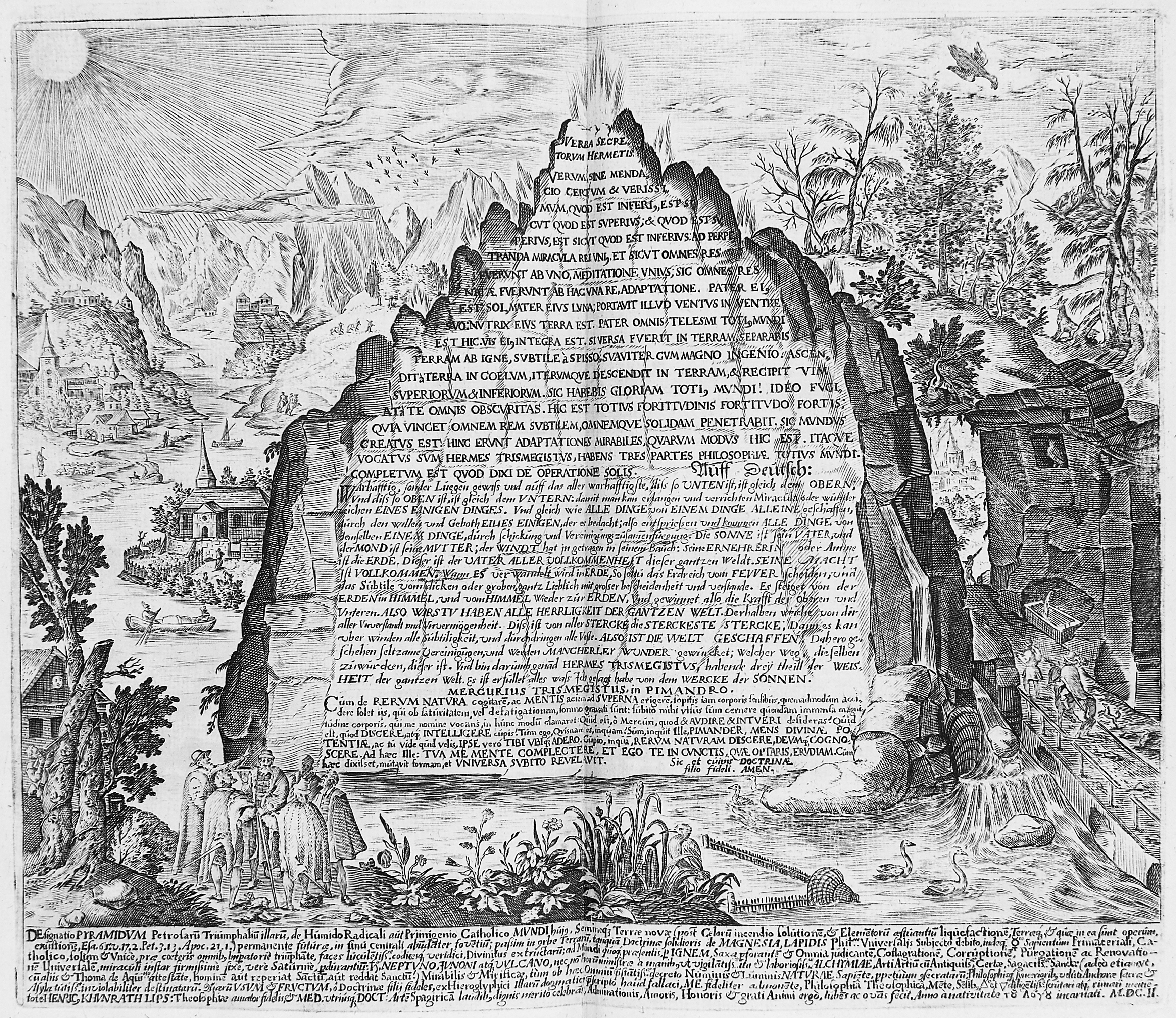
エメラルド・タブレットの想像画（17世紀のドイツの錬金術師・医師ハインリヒ・クンラート『永遠の智恵の円形劇場』1602年より）

エメラルド・タブレット（英: Emerald Tablet）、タブラ・スマラグディナ（羅: Tabula smaragdina）は、12世紀以降のヨーロッパに出現した、ヘルメスに帰せられた諸文献のうち特に名の知れたごく短いテクストである。エメラルド板、エメラルド牌、エメラルド碑文、緑玉板とも。
エメラルド板をめぐって中世ヨーロッパでは多くの伝説が作られた。伝説上のエメラルド板は、錬金術の守護神で、ある種の秘教修道者たちの総称とも考えられていたヘルメス・トリスメギストスによって記された銘碑で、12の錬金術の奥義が記されているというが、碑文の実物は現存しない。実際のエメラルド板のテクストはアラビア語文献からの翻訳と考えられており、さらにその元になった古いギリシア語原典の存在も想定されてはいるが、ギリシア語で記された佚文や原テクストに相当するようなものは現存しない。エメラルド板の起源について確証があるのは8世紀以降にアラビア語で記されたということであり、知られる限りのその初出はバリーヌース（偽テュアナのアポロニオス）の『創造の秘密の書 (Kitāb sirr al-khalīqa)』というアラビア語の書物に収められた補遺である。少なくとも、エジプトのアレクサンドリア界隈で後3世紀までに成立したヘルメス文書群よりも後代の作品である蓋然性が高い。

## 概説
2 - 3世紀にエジプトで密かにまとめられた一連の「ヘルメス文書」の文脈に連なる。伝説によると、この碑文はヘルメース自身がエメラルドの板に刻んだもので、ギザの大ピラミッドの内部にあったヘルメス・トリスメギストスの墓の、ミイラの手の中から発見されたものであるという。この逸話は、後世の神秘主義者たちの創造であると考えられている。
12世紀にアラビア語からラテン語に翻訳されて中世ヨーロッパにもたらされた。最初期のラテン語訳にはサンタリャのウゴ（フーゴー・サンクテリエンシス）によるものがある。17世紀のイエズス会士アタナシウス・キルヒャーによる訳が広く知られている。パラケルススは、シュポンハイムの僧院長ヨハネス・トリテミウスが父ヴィルヘルムに贈ったエメラルド・タブレット（診療室に貼ってあった）を見て育ったという。アイザック・ニュートンの訳があることも知られる。
原文は寓意や隠喩が多く多様な解釈が可能で、卑金属を金や宝石に変えるように、人間の魂を「大地から天へと」と昇華させていく修道過程、「賢者の石」の秘密を読み解くことができるともされる。フリーメイソンなどの秘密結社への影響も大きく、万物が一者から生まれたという一元論や、上位のものから下位のものが生じ、秩序的連鎖のもとで照応・感応し合っているという存在の大いなる連鎖を主眼とするヘルメス思想の原典とみなされるようにもなった。これに記されたうちで最も有名な言葉は、錬金術の基本原理である「下なるものは上なるもののごとく、上なるものは下なるもののごとし」であろう。これはマクロコスモスとミクロコスモス（大宇宙と小宇宙）の相似ないし照応について述べたものと考えられている。

## 起源と翻訳の歴史
『緑玉板』のテクストは、その著者をギリシアの神ヘルメースと古代エジプトの神トートのヘレニズム的 結合であるヘルメス・トリスメギストス（三重に偉大なるヘルメス）としている。古代のものとの主張があるが、6世紀から8世紀の間に書かれたアラビア語の作物と信じられている。このテクストの出典としうる最古のものは、9世紀前半に編纂されたアラビア語の書物  Kitāb sirr al-ḫalīqa （『創造の秘密の書』）、別名 Kitāb al-`ilal （『諸原因の書』） である。この書物はバリーナース（バリーヌース、もしくは擬テュアナのアポロニオス）に帰せられる。この書においてバリーナースは『緑玉板』を古代のヘルメス的知恵に仕立て上げている。かれはテュアナにあるヘルメス像の足下の地下納骨堂で文書を発見し、その納骨堂内では黄金の玉座に即いた古遺体が緑玉の銘板を手にしていた、と読者に語るのである。
バリーナースに続いて、『緑玉板』の初期バージョンがジャービル・イブン・ハイヤーンに帰せられる Kitab Ustuqus al-Uss al-Thani （『基盤の諸元素の第2の書』）に出現した。『緑玉板』は12世紀に『自然の秘められたる原因と事象の隠されたる原因についての書 (Liber de Secretis Naturae et Occultis Rerum Causis)』などを翻訳したサンタリャのウゴ（フーゴー・サンクテリエンシス）によって最初にラテン語に翻訳された。緑玉板の別のラテン語テクストは偽アリストテレスの『秘中の秘』（アラビア名: Kitab Sirr al-Asrar、12世紀にセビーリャのフアンによって、13世紀にはトリポリのフィリッポスによって翻訳された）の13世紀の増補版にもある。

## 本文

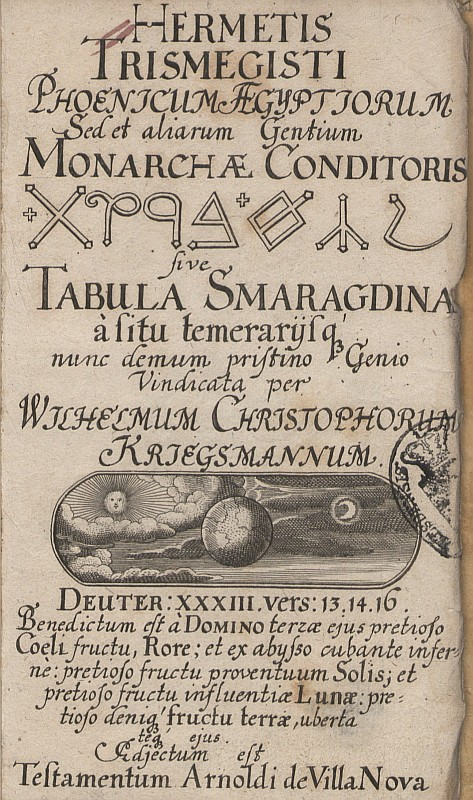
17世紀の版

### ニュートン訳
アイザック・ニュートンによる英訳が彼の錬金術文書のなかから発見されており、それは現在、ケンブリッジ大学キングズ・カレッジ図書館に所蔵されている。以下はその和訳である。
これは真実にして嘘偽りなく、確実にして最も真正である。

下にあるものは上にあるもののごとく、上にあるものは下にあるもののごとくであり、それは唯一のものの奇蹟を果たすためである。

万象は一者の観照によって一者に由って起こり来たれるのであるから、万象は一つのものから適応によって生じたのである。

太陽はその父、月はその母、風はそれを胎内に運び入れ、地はその乳母である。

全世界におけるあらゆる完成の父はここにある。

それが地に転じるならば、その力は円満となる。

地を火から、微細なものを粗大なものから、非常なる勤勉さで丁寧に分離するがよい。

それは地から天に昇り、ふたたび地へと降って、上位のものと下位のものの力を受けとる。

この方法によってそなたは全世界の栄光を得、

それによって一切の無明はそなたから去るであろう。

その力はすべての力を凌ぐ。それはあらゆる精妙なものにも勝り、あらゆる堅固なものをも穿つからである。

かくて世界は創造された。

これに由って来たるところの驚くべき適応、その方法（もしくは過程）はここにある通りである。ゆえにわたしは全世界の哲学の三部を具するをもってヘルメス・トリスメギストスと称される。

太陽の作業についてわたしの語ったことは完遂し畢る。

### ラテン語原文

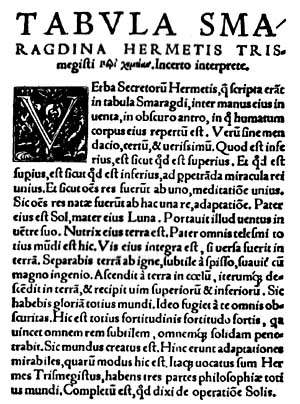
『エメラルド板』のラテン語原文、『錬金術論』（クリソゴヌス・ポリドルス、ニュルンベルク 1541年）より

ラテン語原文（クリソゴヌス・ポリドルス、 ニュルンベルク 1541年）
Verum, sine mendacio, certum et verissimum:

Quod est inferius est sicut quod est superius, et quod est superius est sicut quod est inferius, ad perpetranda miracula rei unius.

Et sicut res omnes fuerunt ab uno, meditatione unius, sic omnes res natae ab hac una re, adaptatione.

Pater eius est Sol. Mater eius est Luna, portavit illud Ventus in ventre suo, nutrix eius terra est. 

Pater omnis telesmi totius mundi est hic.

Virtus eius integra est si versa fuerit in terram.

Separabis terram ab igne, subtile ab spisso, suaviter, magno cum ingenio.

Ascendit a terra in coelum, iterumque descendit in terram, et recipit vim superiorum et inferiorum.

Sic habebis gloriam totius mundi.

Ideo fugiet a te omnis obscuritas.

Haec est totius fortitudinis fortitudo fortis, quia vincet omnem rem subtilem, omnemque solidam penetrabit.

Sic mundus creatus est.

Hinc erunt adaptationes mirabiles, quarum modus est hic. Itaque vocatus sum Hermes Trismegistus, habens tres partes philosophiae totius mundi.

Completum est quod dixi de operatione Solis.

## 脚註

### 註釈
1. ↑  Kitab Balaniyus al-Hakim fi'l-`Ilal （『賢者バリーナースの原因論』）とも。